# Arhynchite rugosus
Arhynchite rugosus is een lepelworm uit de familie Thalassematidae.
De wetenschappelijke naam van de soort werd in 1958 gepubliceerd door Chen & Yeh.